# Anse Hajangoua
L'anse Hajangoua est l'une des baies de l'océan Indien formée par la côte est de l'île principale de Mayotte, soit Grande-Terre.

## Géographie

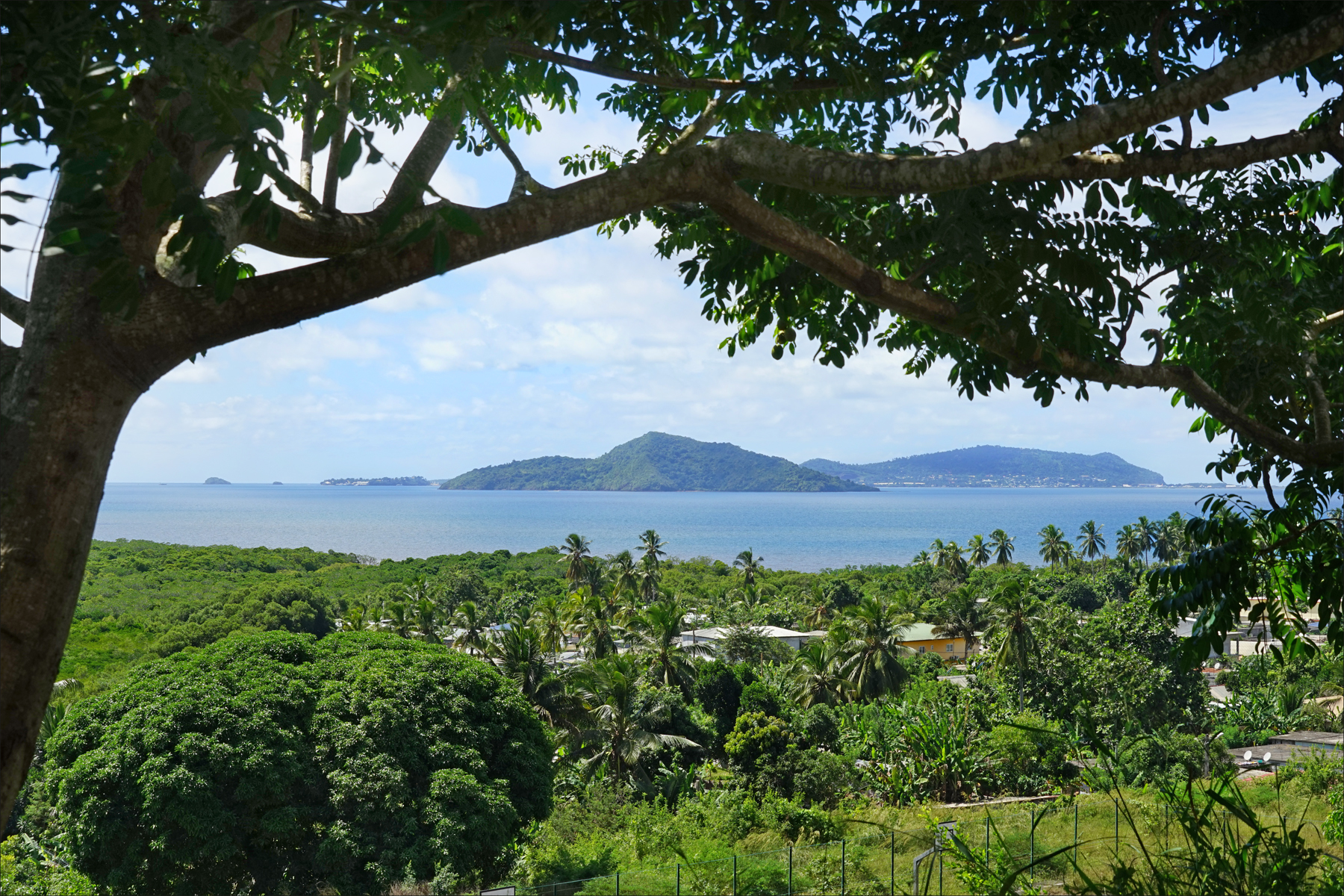
Le lagon vu du centre universitaire à Dembeni.
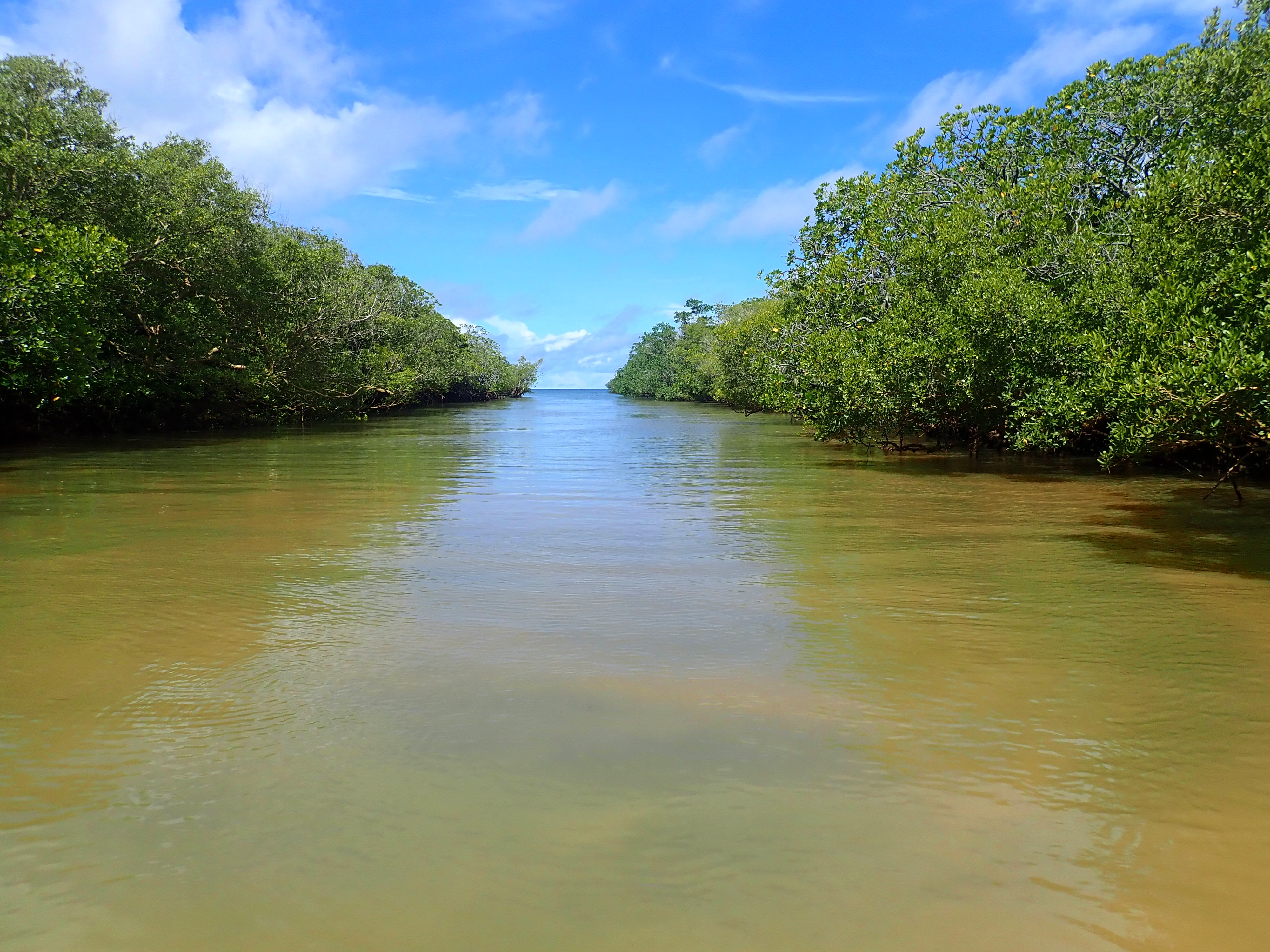
La mangrove à Hajangoua.
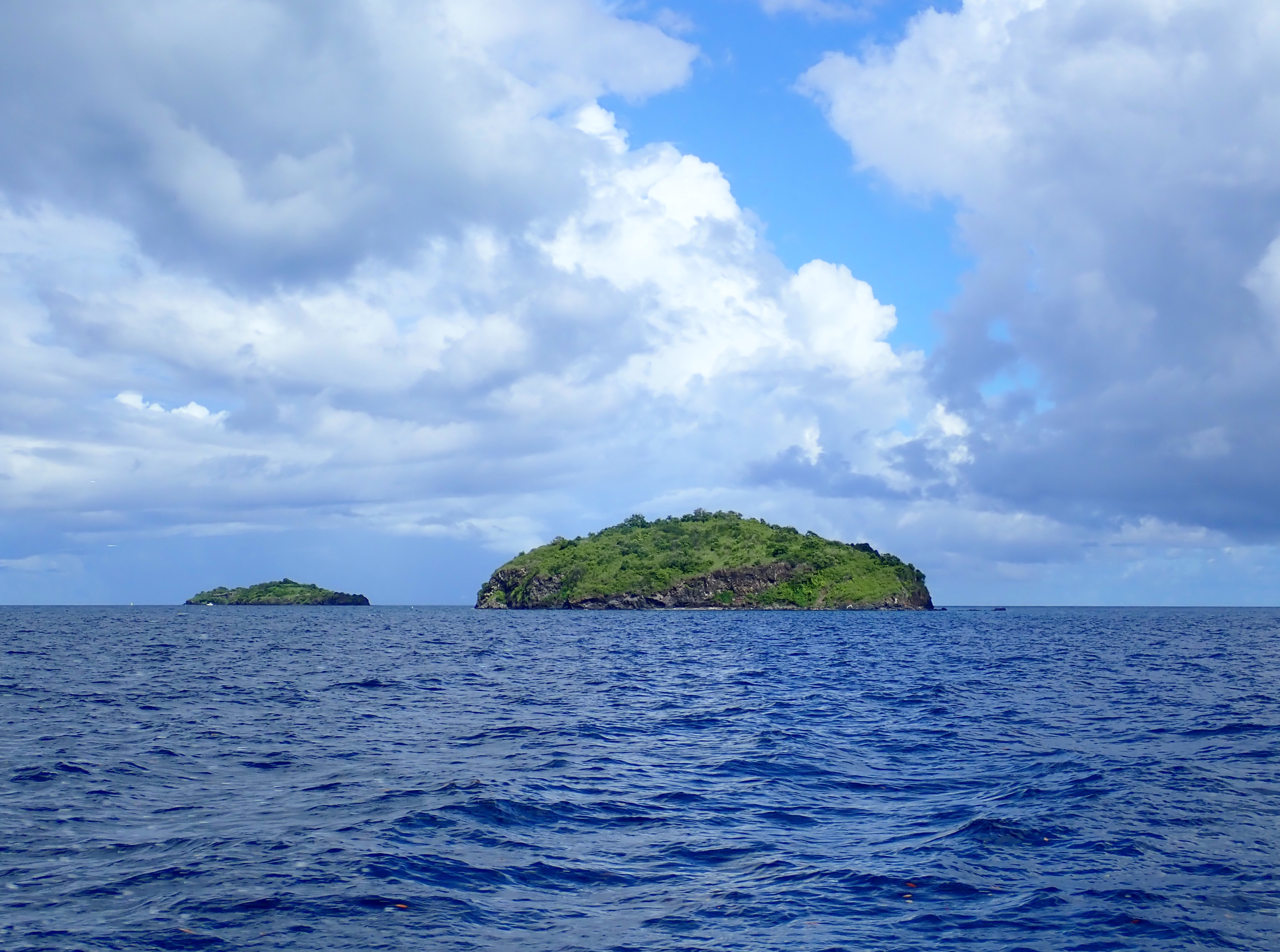
Les Îles Hajangoua.